# Mavrovsko jezero
Mavrovsko jezero (mak. Мавровско Езеро) je umjetno jezero koje se nalazi u sjeverozapadnom dijelu Republike Makedonije, na nadmorskoj visini od 1 200 m., između visokih šumovitih planina.
Dugo je 10 km, a široko između 3 i 5 km. Najveća dubina jezera je 50 m, i nalazi se u blizini brane koja je visoka 54 m, i duga 210 m a široka 5 m, u branu je ugrađeno 705 000 m³ materijala.

## Zemljopisne karakteristike
Jezero je s juga ograđeno šumovitom i travnatom planinom Vlainicom, a sa sjevera ograncima Šar-planine. Sve do 1947. godine na istom mjestu nalazila se je Mavrovska kotlina, niz koju je tekla Mavrovska reka. Tada je izgrađena velika zemljana brana, na izlazu rijeke iz kotline prema rijeci Radiki, i tako je nastalo Mavrovsko jezero. Jezero se puni, uz manje dotoke u osnovi vodama rijeke Radike, podzemnim kanalima. Vode Mavrovskog jezera koriste se za rad hidroelektrane - Vrben i za navodnjavanje. U toku zime, jezero se ledi. 
Novoizgrađeno jezero naplavilo je 1370 hektara zemljišta (pretežito livada) i sakupilo oko 357 milijuna m³ vode. 
Mavrovsko jezero je poribljeno s pastrvom i drugim ribljim vrstama, tako da je danas omiljeno odredište športskih ribolovaca i rekreativaca.

## Vanjske poveznice
|  | Zajednički poslužitelj ima još gradiva o temi Mavrovsko jezero |

- Mavrovsko jezero